# إلاديا بلازكويز
إِلاَدْيَا بْلاَزْكْوِيزْ (بالإسبانية: Eladia Blázquez)‏ (24 فبراير 1931 - 31 أغسطس 2005)، مُغنيّة وملحنة تانغو من الأرجنتين. وُلدت إلاديا بلازكويز في مدينة غيرلي بمقاطعة بوينس آيرس التي تشتهرُ فيها موسيقى التانغو.

## المسيرة المهنيّة
وُلدت إلاديا بلازكويز لعائلةٍ فقيرةٍ من المهاجرين الإسبان حيثُ كانت والدتها من الأندلس بينما كان والدها من سالامانكا وقد هاجرا إلى الأرجنتين في وقتٍ ما؛ وهناك رُزق بإلاديا التي وُلدت في مدينة غيرلي بمحافظة ( بوينس آيرس. بحلول عام 1970؛ سجَّلت إلاديا بلازكويز أول رقصةِ تانغو لها؛ ثمَّ حاولت كما تقول محاربة «الروح الذكورية» التي هيمنت طويلًا على التانغو؛ وبالإضافةِ إلى كونها مغنية وملحنة وكاتبة أغاني؛ كانت إلاديا بلازكويز أيضًا عازفة بيانو وعازفة جيتار.
خلال مسيرتها المهنيّة؛ ألَّفت بلازكويز كتابين هما مدينتي وشعبي (بالإسبانية: Mi ciudad y mi gente)‏ وبوينس آيرس كل يوم (بالإسبانية: Buenos Aires cotidiana)‏ كما كتبت عددًا من الأغاني لصالحِ مجموعة من الموسيقيين الفولكلوريين في الأرجنتين وعلى رأسهم رامونا غالارزا ولوس فرونتيريوس.
حصلت إلاديا على لقبِ «ابنة مدينة أفيلانيدا» (بالإسبانية: 
Hija dilecta de la ciudad de Avellaneda)‏ في عام 1988؛ كما نالت لقب «المواطنة اللامعة في بوينس آيرس» (بالإسبانية: Illustriuos Citizen of Buenos Aires)‏ عام 1992؛ ومع ذلك فقد انتُقدت من قِبل من يُعرفون باسمِ «أتباع التانغو» كونها «غير منتظمةٍ» في مؤلفات التانغو الخاصة بها. لقد دمجت بلازكويز عددًا من الأنماط المُختلفة في أغانيها بما في ذلك الموسيقى الإسبانية التقليدية، موسيقى أمريكا الجنوبية الموسيقى الفولكلورية ثمَّ التانغو. حصلت إلاديا بلازكويز على جائزة كونكس عامي 1995 و2005 وذلك في فئة أفضل شاعرة غنائية وأفضل مؤلفة رقصة تانغو في العقد السابقِ في الأرجنتين.
تُوفيّت إلاديا بلاسكويز في 31 آب/ أغسطس 2005 في مستشفى بازتيريكا في بوينس آيرس عن عمرٍ ناهز الـ 74 سنة بسبب السرطان.

## قائمة أعمالها
- بوينس آيرس وأنا (بالإسبانية: Buenos Aires y yo)‏
- إلاديا (بالإسبانية: Eladia)‏
- نحنُ أم لا (بالإسبانية: Somos o no somos)‏
- أكتبها وأبيعها (بالإسبانية: Yo la escribo y yo la vendo)‏
- إذا رآك جاراي (بالإسبانية: Si te viera Garay)‏
- صوتُ الصور (بالإسبانية: Retratos sonoros)‏
- السوق (بالإسبانية: Mercado)‏
- الشكل (بالإسبانية: La mirada)‏
- الشعبيات الكلاسيكية (بالإسبانية: Clásicos populares)‏
- مع أجنحة الروح (بالإسبانية: Con las alas del alma)‏

## روابط خارجية
- إلاديا بلازكويز على موقع IMDb (الإنجليزية)
- إلاديا بلازكويز على موقع ميوزك برينز (الإنجليزية)
- إلاديا بلازكويز على موقع ديسكوغز (الإنجليزية)